# L.A.R. Grizzly Win Mag
LAR Grizzly Win Mag — серия самозарядных пистолетов повышенной мощности, созданных конструктором-оружейником Перри Арнеттом в 1980-х гг. (U.S. Patent #4253377). По лицензии П. Арнетта их производила оружейная компания L.A.R. Manufacturing Inc. Некоторое время они были самыми мощными самозарядными пистолетами в мире.

## История создания
Эти пистолеты представляют собой, по сути, увеличенную версию Кольта М1911 (многие их детали являются взаимозаменяемыми), с той лишь разницей, что разрабатывались они под патрон .45 Winchester Magnum (отсюда «Win Mag») с бесфланцевой гильзой, вместо стандартного .45 ACP. К ним также выпускались наборы для конвертации и под другие не менее мощные пистолетные патроны, такие как 10 mm Auto и .357 Magnum. В более поздних моделях, таких как LAR Grizzly Мк. V, благодаря этим наборам стало возможным использовать патроны .44 Magnum и .50 Action Express.
Сообразуясь с его размером, весом, и силой отдачи, LAR Grizzly во время продаж позиционировался как оружие для охоты, и стрельбы по мишеням. И, несмотря на то, что производство этих пистолетов прекратилось в 1999 г., производство запчастей и аксессуаров (хоть и в весьма ограниченных количествах) официальным производителем не прекращено и по сей день.

## Варианты
- Grizzly Win Mag Mark I — первая версия. Основной патрон .45 Winchester Magnum, с помощью конверсионных наборов может переделываться под 9 mm Winchester Magnum, .45 ACP, 10 mm Auto, .38 Super и .357 Magnum.
- Grizzly Mark IV — более крупный, чем Мк. I вариант, рассчитанный на использование патрона .44 Магнум.
- Grizzly Mark V- также более крупный, чем Мк. I, вариант, но использующий патрон .50 Action Express[3].